# Burmeistera minutiflora
 Burmeistera minutiflora es una especie de planta de la familia Campanulaceae, endémica de Colombia. Se ha encontrado únicamente en el Parque nacional natural Las Orquídeas, en Abriaquí, Antioquia.

## Descripción
Es una hierba erecta terrestre de 30 cm de altura, ramificada en
la base. Los tallos son carnosos con látex lechoso, cilíndricos, delgados,
glabros, color marrón. Hojas en espiral, ovadas de 1,5 a 2,8 por 1 a 1,5 cm, ápice agudo, margen aserrado con 6 a 10 dientes en cada lado; con pecíolo de 3 a 10 mm de largo. Flores solitarias en las axilas de las hojas superiores, con pedúnculo color rojo brillante, glabro de 1,8 a 3,1 cm de largo; hipantio de 2 a 3 mm de largo por 3 a 5 mm de diámetro, cinco lóbulos del cáliz, triangulares, de 1,5 a 2 por 1,5 a 2 mm , márgenes enteros, dejando senos de 1,5 a 2 mm de ancho entre los lóbulos; corola suberecta, glabra, de 0,8 a 1,1 cm de largo, con tubo cónico de 5 a 7 mm de largo por 4 a 6 mm de diámetro basal y 2 a 3 mm de diámetro distal, de color rojo brillante; con cinco lóbulos, de color amarillo brillante,
ovado triangulares.bo de filamento erecto , 6-7 mm de largo , glabros; las anteras esparcidas pubescentes, con un mechón apical de blanco con pelos lanosos de 0,5 mm de largo. Fructificación en bayas de 3 a 5 por 6 a 8 mm, de color rojo brillante con semillas romboides de 1 por 0,3 mm.

## Hábitat
Ha sido encontrada en elevaciones entre 2800 y 3550 m de altitud, en algunos de los pocos restos de vegetación de páramo y subpáramo muy húmedo. La especie podrían estar bajo amenaza crítica, debido a su limitada distribución en un hábitats frágil que sufre continua fragmentación y destrucción.